# Clathria laevis
Clathria laevis är en svampdjursart som först beskrevs av James Scott Bowerbank 1866.  Clathria laevis ingår i släktet Clathria och familjen Microcionidae. Arten är reproducerande i Sverige. Inga underarter finns listade i Catalogue of Life.